# Długopole-Zdrój
Długopole-Zdrój (IPA: [dwuɡɔˈpɔlɛ ˈzdrui̯], in tedesco Bad Langenau) è un villaggio nel comune urbano-rurale di Bystrzyca Kłodzka, all'interno del distretto di Kłodzko nel Voivodato della Bassa Slesia, nella Polonia sud-occidentale.
È situato a circa 6 km a sud di Bystrzyca Kłodzka, 22 km a sud di Kłodzko e 102 km a sud di Breslavia. Il villaggio ha una popolazione di 496 abitanti.
Il villaggio è noto per essere una rinomata località termale.